# Procallitula merisoides
Procallitula merisoides är en stekelart som beskrevs av De Santis 1957. Procallitula merisoides ingår i släktet Procallitula och familjen puppglanssteklar. Inga underarter finns listade i Catalogue of Life.